# Алексей Печеров
Алексей Печеров е бивш украински баскетболист, играл като тежко крило или център.
Състезавал се в НБА за отборите на Вашингтон Уизърдс и Минесота Тимбърулвс, както и за националния отбор на Украйна, с който играе на 2 европейски първенства.

## Кариера
Започва кариерата си в отбора на Политехник Харков. По време на престоя си в Политехник играе и за младежкия национален отбор на Украйна. През 2004 г. преминава в един от украинските грандове БК Киев. След това прекарва и един сезон във френския Пари Баскет, преди да пусне кандидатурата си за драфта на НБА. Изтеглен е под номер 18 от Вашингтон Уизърдс. Печеров се завръща в Киев за един сезон и преминава във Вашингтон през лятото на 2007 г. Украинецът се представя силно в предсезонната подготовка, но получава травма на крака и дебютира чак през януари 2008 г. Изиграва 35 мача, в които записва 3.6 точки средно на мач. В следващия си сезон за Уизърдс участва в 32 срещи.
На 23 юни 2009 г. преминава в Минесота Тимбърулвс. Печеров не успява да измести Кевин Лав от стартовата петица и записва едва 5 срещи като титуляр от 44 през сезона. През август 2010 г. подписва с Олимпия Милано. Започва много силно сезона, но контузия го вади за дълго време от строя. В 3 срещи от Евролигата Печеров записва 11.7 точки средно на мач, а най-запомнящ се е мачът, в който отбелязва 23 точки срещу ПБК ЦСКА (Москва). След края на сезона преминава в Азовмаш (Мариопул), подписвайки договор за 2 години. Печеров става една от звездите на отбора и играе с успех в Суперлигата и Еврокъп. След силните си изяви в Азовмаш играе за кратко в БК Валенсия и Красние Криля.